# Андрула Енрікес

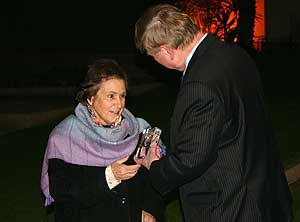
Отримання нагороди у 2010 році

Андрула Хрістофіду Енрікес (нар. 1936) — кіпрська активістка, яка бореться з торгівлею людьми.

## Життя
Вона створила власну мережу по боротьбі з торгівлею людьми Cyprus Stop Trafficking. Вона була президентом організації з 2012 року, поки не пішла у відставку в 2018 році. Вона також лобіювала уряд Кіпру, щоб зупинити торгівлю людьми. Її мережа організувала конференцію по боротьбі з торгівлею людьми на Кіпрі в 2008 році, в якій взяли участь доповідачі зі Сполучених Штатів і ЄС, а також представники Національної поліції, Палати представників, Генеральної прокуратури, громади турків-кіпріотів, кількох неурядових організацій та багато журналістів. Вона також допомагала жінкам, які стали жертвами торгівлі людьми, дозволяючи їм залишатися у себе вдома, коли вони готувалися свідчити в суді проти тих, хто тримав їх як сексуальних рабинь.
У 2010 році вона отримала Міжнародну жіночу нагороду за відвагу. У 2012 році посол Франції на Кіпрі Жан-Люк Флоран присвоїв їй звання командора Національного ордена «За заслуги».